# Bruno Vlahek
Bruno Vlahek (Zagreb, 11. veljače 1986.), hrvatski pijanist i skladatelj.
Glazbena ga je kritika prozvala "biserom hrvatske kulture" te "novim Pogorelićem".

## Obrazovanje
Prvo glazbeno obrazovanje započinje u Zagrebu u dobi od 9 godina, dok već dvije godine kasnije osvaja 1. nagradu na međunarodnom natjecanju za mlade pijaniste u Pinerolu (Italija). Godine 1999. i 2001. g. ostvaruje apsolutnu pobjedu na hrvatskim državnim natjecanjima učenika i studenata glazbe u Dubrovniku. Polazeći istodobno zagrebačku Klasičnu gimnaziju, u dobi od 14 godina započinje rad s Vladimirom Krpanom u čijoj je klasi na Muzičkoj akademiji u Zagrebu i diplomirao klavir 2005. godine kao jedan od najmlađih diplomanata Sveučilišta u Zagrebu. Kao stipendist Švicarske Konfederacije, a zatim njemačkog DAAD-a, poslijediplomske studije završio je 2008. na Konzervatoriju u Lausannei u klasi Jean-François Antoniolija te 2010. na Hochschule für Musik u Kölnu gdje su mu profesori bili Vassily Lobanov (klavir), Tilmann Claus i Johannes Fritsch (kompozicija i improvizacija). Od 2010. – 2013. usavršavao se pod mentorstvom legendarnog ruskog pijanista i pedagoga Dmitrija Bashkirova na Visokoj školi za glazbu kraljice Sofije u Madridu.

## Pijanist
Razvio je bogatu koncertnu djelatnost nastupajući u diljem Europe, u Južnoj Americi, Aziji, Africi, Rusiji i Izraelu, u koncertnim dvoranama kao što su Palau de la Musica u Barceloni, Gasteig u Münchenu, Mozarteum u Salzburgu, Akademija Ferenc Liszt u Budimpešti, Auditorio Nacional de Musica u Madridu, Tel Aviv Museum of Art, Shanghai Concert Hall, Seoul Arts Centre te na festivalima u Beču, Bolzanu, Dar-es-Salaamu, Dubrovniku, Moskvi, Palmi de Mallorci i Verbieru.  Ostvario je snimke za TV i radio kuće kao što su britanski BBC 3, nizozemski NPO Radio 4, španjolski Catalunya Ràdio te Radio Suisse Romande za kojeg je 2008. snimio Saint-Saënsov Drugi klavirski koncert uz Orchestre Chambre de Lausanne. Kritika ističe njegovu "fantastičnu virtuoznost" te "dubinu glazbene misli koja očarava publiku".
Pobjednik je međunarodnih pijanističkih natjecanja Ricard Viñes 2008. u Lleidi (Španjolska) i Alexander Scriabin 2010. u Parizu, laureat EPTA-inog natjecanja Svetislav Stančić 2007. u Zagrebu, međunarodnog pijanističkog natjecanja u Šangaju (Kina) 2012., kao i međunarodnog pijanističkog natjecanja u Lyonu (Francuska) 2016. godine gdje je osvojio treću nagradu kao i nagradu publike. Dobitnik je švicarskih nagrada „Paderewski“ i „Max D. Jost“,  nositelj prestižnog naslova Mladi glazbenik godine Zagrebačke filharmonije za 2010. godinu, kao i nagrada Yamahine europske zaklade u Madridu, memorijalne nagrade Pnina Salzman u Izraelu, te Artists on Globe Award 2014. Za svoja postignuća nagrađen je počasnom diplomom koju mu je u kraljevskoj rezidenciji El Pardo osobna uručila španjolska kraljica Sofija.
Redovito nastupa sa svojom suprugom pijanisticom Dubravkom Vukalović Vlahek u uspješnom klavirskom duu D&B s kojim su 2013. godine postali i laureati međunarodnog natjecanja za klavirska dua u Monaku. Prvi su hrvatski pijanisti koji su izveli monumentalni ciklus "Vizije amena" za dva klavira francuskog skladatelja Oliviera Messiaena, i to povodom 50. obljetnice Muzičkog biennala u Zagrebu.

## Skladatelj
Autorom je skladateljskog opusa od više od 40 orkestralnih, komornih, solističkih i zborskih djela raznih žanrova koja se izvode na pet kontinenata, u gradovima kao što su New York, Chicago, London, Berlin, Amsterdam, Lisabon, Prag, Moskva, Salzburg, Beč, Cambridge, Sankt-Peterburg i Seul, te između ostalog na Svjetskim danima nove glazbe u Sydneyu (Australija). Pobjednik je 33. međunarodnog skladateljskog natjecanja za skladbe za orgulje "Cristóbal Halffter" u Španjolskoj. Skladbe su mu dosad izdane u Velikoj Britaniji i SAD-u. Osvojio je diskografsku nagradu Porin za najbolju skladbu klasične glazbe 2018. godine za "Sonatu za klarinet i klavir" te 2025. godine za skladbu "Acumal" za gitarski trio.

## Vanjske poveznice
- Službene stranice Brune Vlaheka
- Facebook Fan Page